# Claudio Guastalla
Pour les articles homonymes, voir Guastalla.
Claudio Guastalla (Rome, 7 novembre 1880 - 30 juin 1948) est un librettiste d'opéra italien du XXe siècle, ami et collaborateur d'Ottorino Respighi.

## Opéras
Guastalla a écrit quinze livrets. Parmi ceux-ci ceux de:
- La grazia, opéra en 2 actes, musique de Vincenzo Michetti, Rome, Teatro Costanzi, 31 mars 1923 (d'après Grazia Deledda)[2]
- Belfagor, comédie lyrique en 1 prologue, 2 actes et 1 épilogue, musique d'Ottorino Respighi, Milan, la Scala, 26 avril 1923
- Die versunkene Glocke (La campana sommersa), opéra en 4 actes, musique d'Ottorino Respighi, Hambourg, Stadttheater, 18 novembre 1927
- Odette, opéra en 3 actes, musique de Mario Marangolo, Brescia, Teatro Grande, 1929[1]
- Maria Egiziaca, mistero lirico en 1 acte et trois épisodes, musique d'Ottorino Respighi, New York, Carnegie Hall, 16 mars 1932
- La fiamma, mélodrame en 3 actes, musique d'Ottorino Respighi, Rome, Teatro dell'Opera, 23 janvier 1934
- Lucrezia , opéra en 1 acte, musique d'Ottorino Respighi, Milan, la Scala, 24 février 1937
- Gli Orazi, opéra (istoria per musica) en 1 acte, musique d'Ennio Porrino, Milan, la Scala, 1er février 1941[1],[2]

Guastalla est aussi l'auteur de l'argument du ballet de Respighi Belkis, regina di Saba (1932) et a collaboré avec Respighi pour la révision (1934) du livret de L'Orfeo de Claudio Monteverdi.